# Oplocany
Oplocany (en allemand : Oplotzan) est une commune du district de Přerov, dans la région d'Olomouc, en République tchèque. Sa population s'élevait à 335 habitants habitants en 2020.

## Géographie
Oplocany est arrosée par la Valova, se trouve à 7 km au nord-ouest de Kojetín, à 14,7 km à l'ouest-sud-ouest de Přerov, à 20,5 km au sud d'Olomouc et à 217 km à l'est-sud-est de Prague.
La commune est limitée par Tovačov au nord et à l'est, par Lobodice au sud-est, par Polkovice au sud-ouest, et par Klenovice na Hané et Ivaň à l'ouest.

## Histoire
La première mention écrite de la localité date de 1131.

## Transports
Par la route, Oplocany se trouve à 8 km de Kojetín, à 16 km de Přerov, à 24 km d'Olomouc et à 273 km de Prague.